# Скотт, Ричард, 10-й герцог Баклю
Ричард Уолтер Джон Монтегю Дуглас Скотт, 10-й герцог Баклю и 12-й герцог Куинсберри (англ. Richard Walter John Montagu Douglas Scott, 10th Duke of Buccleuch and 12th Duke of Queensberry ; род. 14 февраля 1954 года) — шотландский аристократ, пэр и землевладелец. Он именовался лордом Эскдейллом с 1954 по 1973 год и графом Далкейтом с 1973 по 2007 год. Канцлер ордена Чертополоха с 9 декабря 2023 года.
Кроме титулов герцога Баклю и Куинсберри, он является также главой клана Скотт. По мужской линии наследник Джеймса Скотта, герцога Монмута (1649—1685), старшего внебрачного сына короля Англии Карла II Стюарта и его любовницы Люси Уолтер.
Ричард Скотт когда-то был крупнейшим частным землевладельцем Шотландии, владея 217 000 акров (880 км²) шотландской земли, но был превзойден датским миллиардером Андерсом Холчем Повлсеном, который в настоящее время владеет 221 000 акров (890 км²) в стране
.

## Ранние годы и образование
Родился 14 февраля 1954 года в Эдинбурге. Единственный сын Джона Скотта, 9-го герцога Баклю (1923—2007), и его жены Джейн Скотт, герцогини Баклю (1929—2011), дочери Джона Макнилла (1899—1982).
Он получил образование в школе Святой Марии в Мелроузе и Итонском колледже. Был почетным пажом королевы-матери с 1967 по 1969 год. В 1973 году его отец унаследовал герцогства Баклю и Куинсберри, а Скотт принял титул графа Далкейта, ранее носивший титул лорда Эскдейлла. В 1976 году он окончил Оксфордский университет со степенью бакалавра искусств.

## Карьера

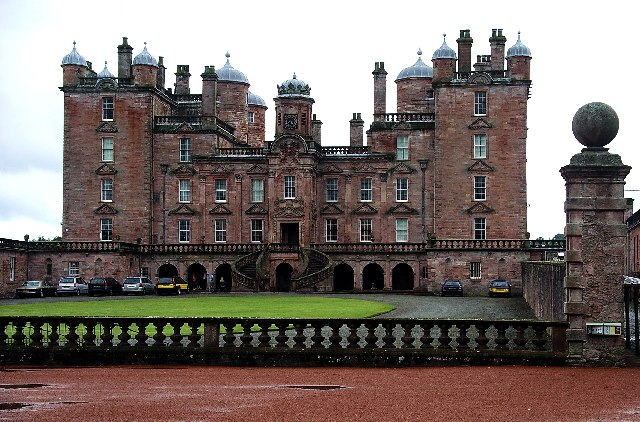
Замок Драмланриг, Дамфрис и Галлоуэй — резиденция герцогов Баклю

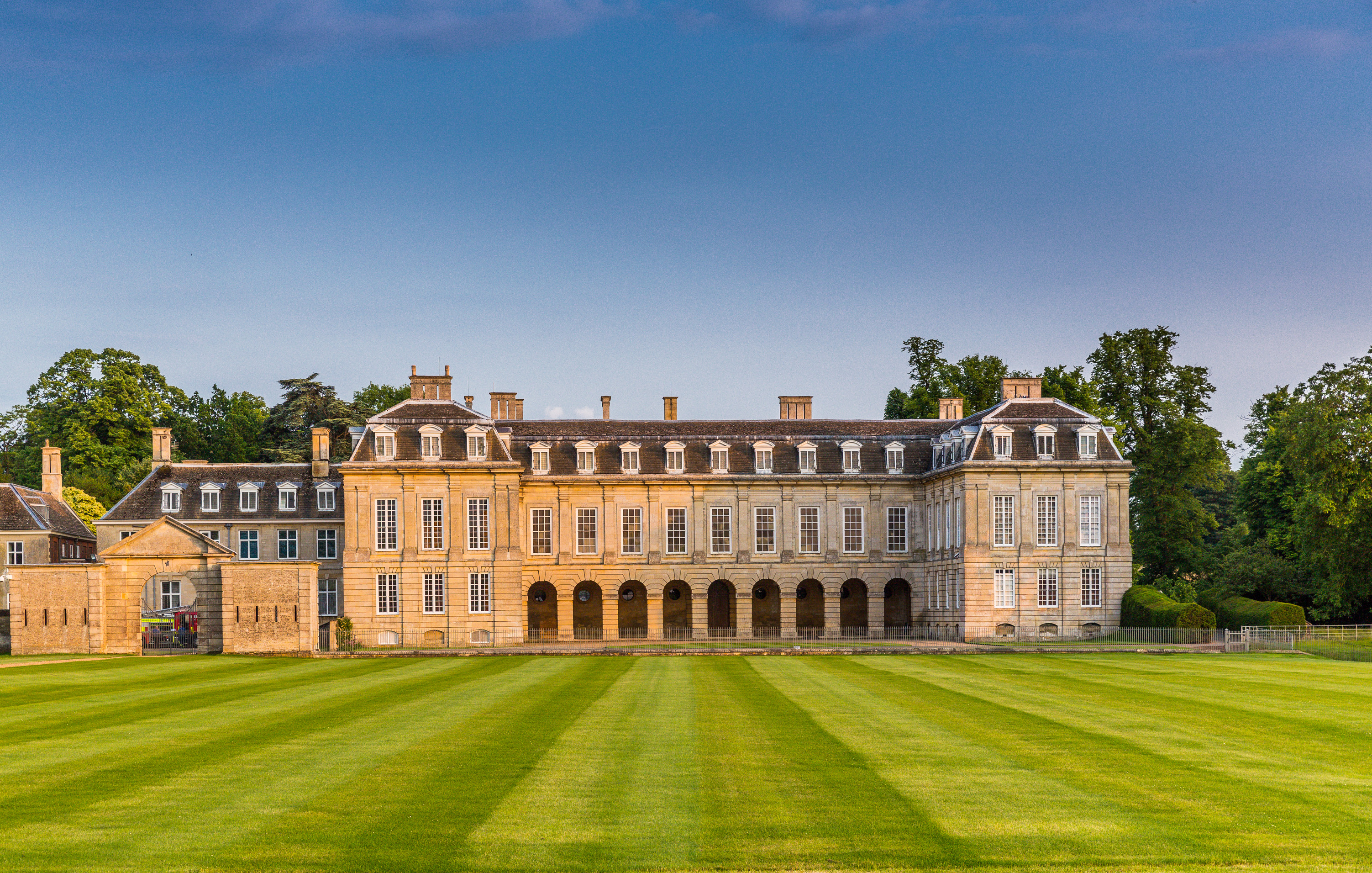
Баутон-хаус, Нортгемптоншир — резиденция герцогов Баклю

Будучи графом Далкейтом, Ричард Скотт недолго проработал в совете Пограничного телевидения с 1989 по 1990 год, а в 1994 году вступил в Комиссию тысячелетия в качестве представителя Северной Англии. Он был произведен в рыцари-командоры ордена Британской империи (KBE) в 2000 году за свои заслуги в Праздновании Тысячелетия, покинув комиссию в 2003 году. Был президентом Национального фонда Шотландии с 2003 по 2012 год и членом Королевского общества Эдинбурга (FRSE).
Он также был заместителем председателя Независимой телевизионной комиссии (ныне упраздненной), членом Шотландского наследия, членом правления Мемориального фонда Уинстона Черчилля и президентом Королевского шотландского географического общества с 1999 по 2005 год.
После смерти своего отца 4 сентября 2007 года унаследовал титулы 10-го герцога Баклю и 12-го герцога Куинсберри.
Коллекция произведений искусства герцогов Баклю имеет большое значение, и возвращение украденной картины Леонардо да Винчи «Мадонна Ярнвиндера» из коллекции, оцененной в 30 миллионов фунтов стерлингов, в ходе рейда на офисы престижной юридической фирмы привлекло внимание общественности в 2007 году. В 2008 году была обнаружена картина из семейной коллекции в Боутон-хаусе, редкий портрет молодой королевы Англии Елизаветы I.
1 января 2011 года Ричард Скотт назначен почётным полковником 6-го батальона Королевского полка Шотландии. Его почетное звание полковника закончилось в 2016 году. В конце 2011 года назначен заместителем лейтенанта Роксбурга, Эттрика и Лодердейла.
Герцог является попечителем Королевского коллекционного треста, президентом Георгианской группы и почетным членом Королевского института дипломированных землемеров (HonRICS).
Герцог Баклю является президентом Первой помощи Святого Андрея. Семья Бакклю занимала пост президента St Andrew’s First Aid с начала 1900-х годов.
В октябре 2016 года герцог назначен верховным управляющим Вестминстерского аббатства, должность, которую ранее занимал 5-й герцог в конце XIX века.
В ноябре 2016 года назначен лордом-лейтенантом Роксбурга, Эттрика и Лодердейла с 28 декабря.
В декабре 2017 года назначен лордом верховным комиссаром Генеральной Ассамблеи Церкви Шотландии на 2018 год. В октябре 2018 года он был вновь назначен на 2019 год.
Герцог был назначен рыцарем-компаньоном Ордена Чертополоха (KT) в Новогодних почестях 2018 года с назначением от 30 ноября 2017 года. Он был назначен командиром Королевского викторианского ордена (CVO) в Новогодних почестях 2021 года за заслуги перед Королевским фондом коллекций.
В 2019 году герцог ушёл в отставку с поста председателя группы Buccleuch с интересами в управлении недвижимостью, ветряными фермами, туризмом и гостеприимством, лесным хозяйством и собственностью .
Герцогу принадлежат Баутон-хаус, замок Драмланриг, дворец Далкейт и Боухилл-хаус.

## Брак и семья
31 октября 1981 года женился на леди Элизабет Мэриан Фрэнсис Керр (8 июня 1954 — 30 апреля 2023), дочери Питера Керра, 12-го маркиза Лотиана (англ., 1922—2004), и Лори Антонелле Томас Ньюланд (1922—2007), сестре Майкла Керра, 13-го маркиза Лотиана (род. 1945), консервативного политика. У них было четверо детей:
- Леди Луиза Джейн Тереза Монтегю Дуглас Скотт (род. 1 октября 1982), вышла замуж за Руперта Троттера 28 мая 2011 года. У них двое детей.
- Уолтер Джон Фрэнсис Монтегю Дуглас Скотт, граф Далкейт (род. 2 августа 1984), женился на Элизабет Хонор Кобб 22 ноября 2014 года. Граф и графиня живут со своими маленькими детьми в Скоттиш-Бордерс.
- Лорд Чарльз Дэвид Питер Монтегю Дуглас Скотт (род. 20 апреля 1987)
- Леди Амабель Клэр Элис Монтегю Дуглас Скотт (род. 23 июня 1992).

Герцогиня Баклю и Куинсберри — покровительница Королевского Каледонского бала.

## Титулатура
- 10-й герцог Баклю (с 4 сентября 2007)
- 12-й герцог Куинсберри (с 4 сентября 2007)
- 12-й маркиз Дамфризшир (с 4 сентября 2007)
- 13-й граф Баклю (с 4 сентября 2007)
- 10-й граф Донкастер (с 4 сентября 2007)
- 10-й граф Далкейт (с 4 сентября 2007)
- 10-й лорд Скотт из Тиндалла, Нортумберленд (с 4 сентября 2007)
- 10-й лорд Скотт из Уитчестера и Эскдейлла (с 4 сентября 2007)
- 14-й лорд Скотт из Баклю (с 4 сентября 2007).